# GetJet Airlines
GetJet Airlines – linia czarterowa z Litwy. Główna siedziba znajduje się w Wilnie, a główną bazą jest lotnisko w Wilnie. Firma realizuje loty czarterowe, a także wynajmuje swoją flotę innym firmom.

## Historia
Po początkowym procesie certyfikacji Administracja Lotnictwa Cywilnego Republiki Litewskiej (CAA) przyznała certyfikat operatora lotniczego (AOC) GETJET Airlines w marcu 2016. W maju tego samego roku linia lotnicza uzyskała licencję UE. Wkrótce linie rozpoczęły działalność w modelu wet-lease (ACMI), a pierwszy lot GETJET Airlines odbył się 25 maja 2016.
Linie lotnicze GetJet ogłosiły, że z powodzeniem przeprowadziły audyt bezpieczeństwa operacyjnego (IOSA) Międzynarodowego Stowarzyszenia Transportu Lotniczego (IATA). Get Jet Airlines otrzymała certyfikat i dołączyła do rejestru IOSA. W sezonie letnim 2019 linie lotnicze zastąpiły niektóre połączenia Small Planet Airlines, obsługując loty czarterowe z lotniska w Wilnie w imieniu Novaturas i Tez Tour.

## Operacje
GetJet Airlines obsługuje loty czarterowe w imieniu Novaturas i Tez Tour do portów docelowych w Europie, na Bliskim Wschodzie i w Afryce. Linia lotnicza prowadzi również działalność leasingową będąc usługodawcą innych linii lotniczych.
W lipcu 2019 flota GetJet Airlines składała się z 17 samolotów (trzy Airbus 319, sześć Airbus A320-200, jeden Airbus A330-300, trzy Boeing 737-300 i cztery Boeing 737-400) o średnim wieku 25 lat, a w maju 2022 już tylko z 12 maszyn: W 2023 roku flota samolotów składała się z 11 samolotów (4 Boeing 737-800, 6 Airbus A320-200 oraz 1 Airbusa A321-200).
| Typ samolotu    | Obecnie użytkowane | Liczba miejsc |
| --------------- | ------------------ | ------------- |
| Airbus A330-200 | 6                  | 180           |
| Airbus A321-211 | 1                  | 220           |
| Boeing 737-800  | 5                  | 189           |
| W sumie         | 12                 |               |